# USS San Francisco (SSN-711)
El USS San Francisco (SSN-711) de la Armada de los Estados Unidos es un submarino nuclear de ataque de la clase Los Angeles. Fue colocada su quilla en 1977, botado en 1979 y asignado en 1981.

## Construcción
Construido por Newport News Shipbuilding & Dry Dock Co. de Newport News, Virginia; fue colocada su quilla el 26 de mayo de 1977, botado el 27 de octubre de 1979 y asignado el 24 de abril de 1981.

## Historial operativo

### Accidente

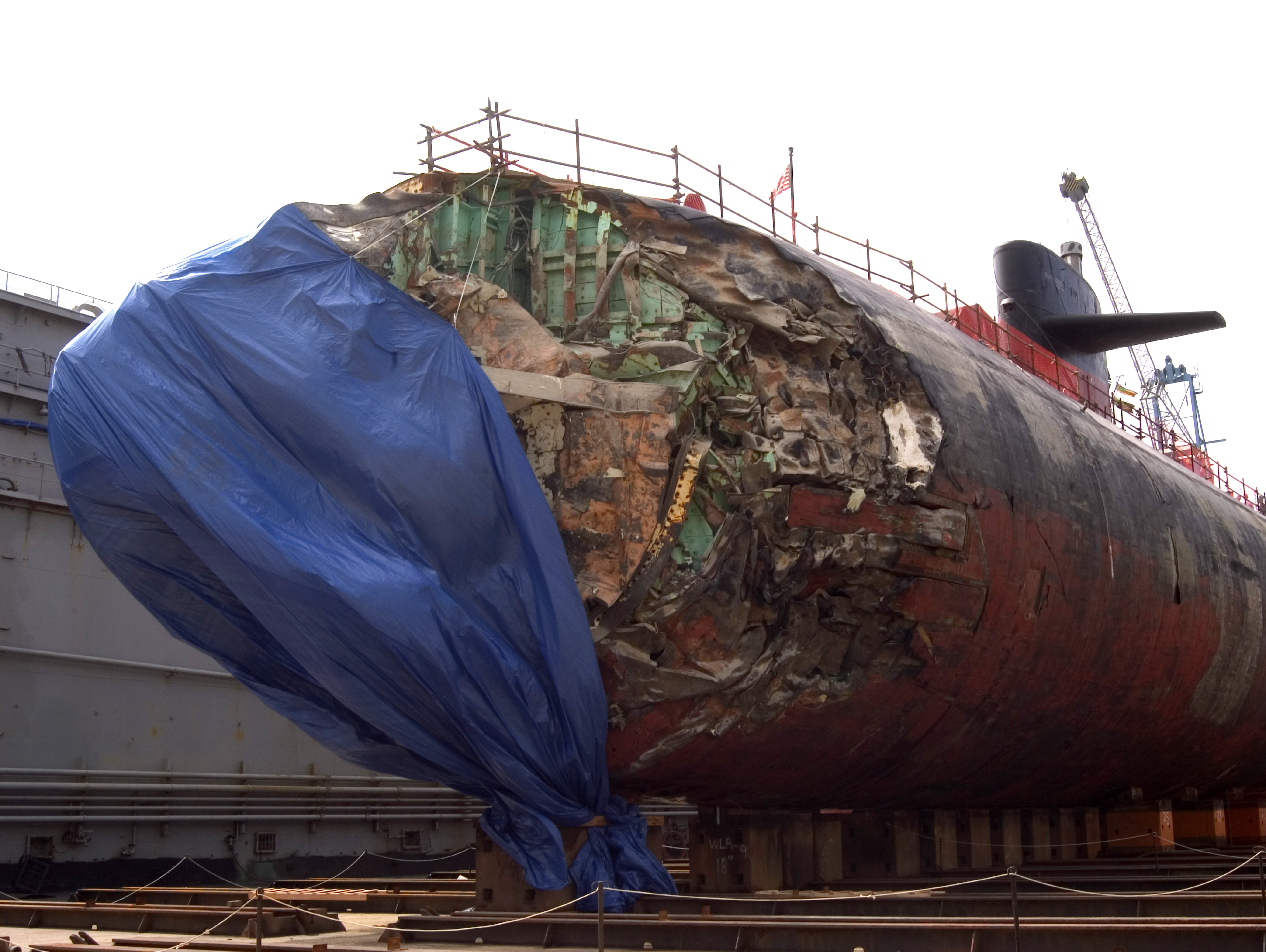
La proa del San Francisco tras el accidente.

El 8 de enero de 2005, el submarino USS San Francisco, mientras navegaba y estaba sumergido, chocó contra un monte submarino a unas 350 millas (560 km) al sur de Guam en las islas Marianas. Uno de sus marineros, el maquinista de segunda clase (MM2 (SS)) Joseph Allen Ashley, de Akron, Ohio, murió a causa de las heridas que sufrió en la colisión. Esto sucedió mientras el San Francisco estaba en un viaje de alta velocidad para visitar Brisbane, Australia.
Otros 97 marineros resultaron heridos en este accidente, incluidos dos con hombros dislocados. [8] La colisión con el monte submarino fue tan severa que el San Francisco casi se hundió. Los relatos de la escena relataron una lucha desesperada por la flotabilidad positiva después de que se rompieron sus tanques de lastre delanteros. Varios sitios web de noticias declararon que el barco había chocado contra un "monte marino desconocido" a gran velocidad. El capitán del submarino, el comandante Kevin Mooney, fue relevado más tarde de su mando después de que una investigación revelara que había estado utilizando métodos inadecuados de planificación de viajes por mar.
El San Francisco experimentó una rápida desaceleración de más de 25 nudos (46 km/h) hasta detenerse, lo que provocó el colapso de una sección de su proa (incluido su sistema de sonar) y todo lo que no estaba amarrado para volar hacia adelante en el bote. San Francisco regresó a su base en Guam, donde se llevaron a cabo reparaciones de emergencia. A continuación, se dirigió al astillero naval de Puget Sound para reparaciones más permanentes. La sección de proa del San Francisco fue reemplazada por la de su barco gemelo, el USS Honolulu, que ya había sido retirado del servicio debido a años de uso y desgaste. Esta sustitución de la proa del San Francisco tuvo éxito y el buque volvió al servicio activo en la Flota del Pacífico, con base en San Diego.